# Художня гімнастика

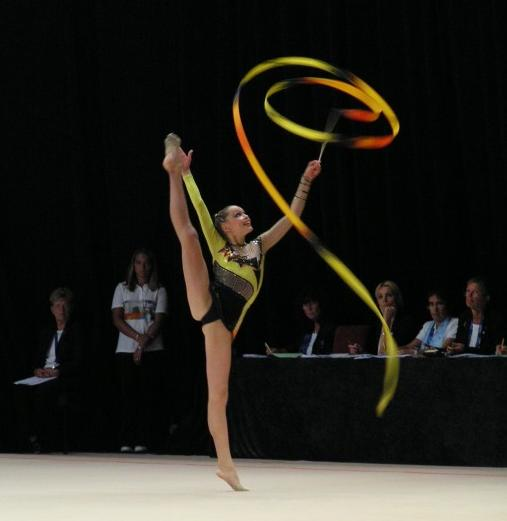
вправа зі стрічкою

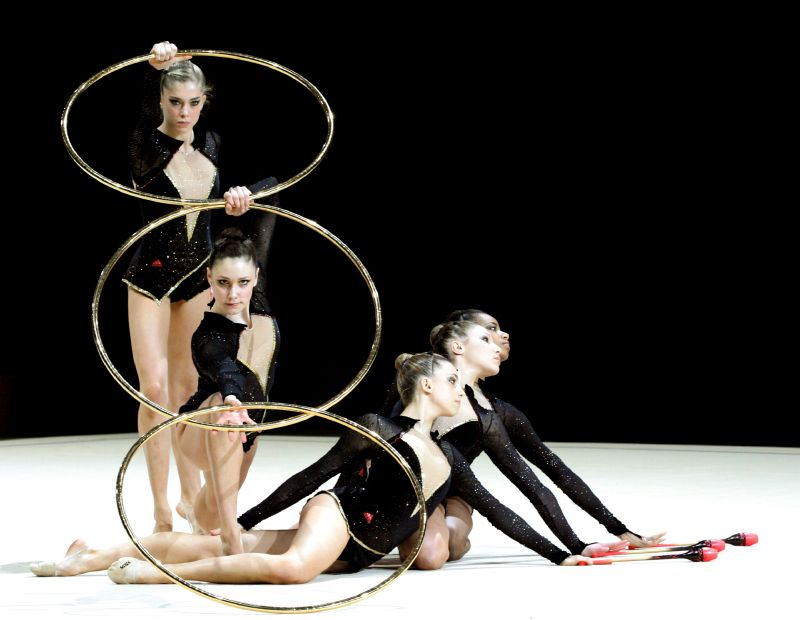
група гімнасток з обручами і булавами

Художня гімнастика — вид спорту, спортивна дисципліна, що поєднує в собі елементи балету, гімнастики і танцю, і полягає у виконанні вправ без предмету та з предметом у складно-координаційній моториці, під музичний супровід. Художня гімнастика поділяється на індивідуальні та групові вправи з п'ятьма предметами: м'ячем, скакалками, булавами, обручем і стрічками. Розвиває гнучкість тіла і силу м'язів, стійкість і відчуття рівноваги, спритність і координацію рухів. Художня гімнастика є олімпійським видом спорту.
Останнім часом виступи без предмету не проводяться на змаганнях світового класу. У групових вправах використовуються два види предметів одночасно (булави та обручі, стрічки та м'ячі, скакалки та м'ячі) або декілька предметів одного виду (наприклад, п'ять обручів, п'ять м'ячів, п'ять пар булав). Переможці визначаються в багатоборстві, в окремих видах і групових вправах. Всі вправи виконуються під музичний супровід.
Раніше виступали під фортепіано або один інструмент. Тепер використовуються оркестрові фонограми. Вибір музики залежить від бажань гімнастки і тренера. Кожна вправа повинна тривати не більше, ніж півтори хвилини для індивідуальних змагань та не більше двох з половиною хвилин для групових. Змагання проходять на гімнастичному килимі розміром 13х13 метрів. Класичне багатоборство (4 вправи) — олімпійська дисципліна. Окрім багатоборства, гімнастки, що виступають в індивідуальній першості, традиційно розігрують комплекти нагород в окремих видах вправ (окрім Олімпійських ігор).
Один з найбільш видовищних і витончених видів спорту. З 1984 року — олімпійський вид спорту. До нещодавна виключно жіночий вид спорту, проте з кінця XX століття — завдяки зусиллям японських гімнастів стали проводитися змагання й між чоловіками (не є олімпійським видом).

## Історія спорту
Художня гімнастика — порівняно молодий вид спорту. Своєю появою вона зобов'язана метрам балету прославленого Маріїнського театру. За невеликий термін свого існування цей вид спорту завоював світове визнання і має численних прихильників у всіх куточках земної кулі.
Значний внесок у наукове обгрунтування фізичного виховання дівчат вніс французький фізіолог і педагог Жорж Деміні (1850—1917 рр.). Він довів доцільність застосування динамічних вправ, вправ на розтягування і розслаблення м'язів, танцювальних кроків, вправ з предметами (булавами, палицями, вінками і ін.), Що сприяють придбанню гнучкості, спритності, хорошої постави, вмінню рухатися плавно і граціозно.
Велика заслуга в розробці теорії виразної рухової навички належать іншому французькому педагогу Франсуа Дельсарту (1811—1871 рр.). Створена Дельсартом «Граматика художнього жесту» стала застосовуватися в фізичному вихованні, особливо при підготовці масових гімнастичних виступів, які виконувались з музичним супроводом. Ідеї та принципи, розроблені Дельсартом, знайшли своє втілення в мистецтві знаменитої танцівниці Айседори Дункан (1878—1927 рр.). Її танці, імпровізації, побудовані на рухах вільної пластики, багато в чому нагадують сучасну художню гімнастику.
Поряд з гімнастикою, виразних рухів в кінці ХІХ — початку XX в. широке поширення набуває ритмічна гімнастика, одним з творців якої був професор Женевської консерваторії Жак Далькроз (1865—1914 рр.)
Системи Ж. Деміні, Ф. Дельсарта, Ж. Далькроза і їх продовжувачів мали значний вплив на виникнення і розвиток ритмо-пластичних шкіл «жіночої гімнастики» в дореволюційній Росії.
З перших днів існування Радянської держави на підприємствах, заводах, фабриках, в навчальних закладах почали створюватися групи жіночої гімнастики. Їх метою було зміцнення здоров'я, підвищення працездатності, розвиток фізичних якостей у жінок. Однак рівень занять в цих групах був невисокий. У той час особливо гостро відчувався брак підготовці кваліфікованих кадрів для роботи з жіночими колективами.
У 1923 р. за розпорядженням наркома освіти А. В. Луначарського була створена «Студія пластичного руху», якою керує З. Д. Вербова. Програма навчання в студії включала ритмічну гімнастику і сольфеджіо по Ж. Далькрозу, пластику, гімнастику, акробатику, елементи хореографії, композицію вільних вправ, анатомію, біомеханіку, політграмоту. Студія готувала викладачів фізичного виховання для середніх шкіл і технікумів.
Для підготовки фахівців високої кваліфікації в Інституті фізичної культури в Києві в 1934 році була створена кафедра художнього руху і акробатики, якою керує М. Т. Окунев. В цьому ж році в Ленінграді при Інституті фізичної культури імені П. Ф. Лесгафта створюється перша всесоюзна школа художнього руху. Першими педагогами її стали Роза Варшавська, Олена Горлова, Анастасія Невинська, Олександра Семенова-Найпак. Всі ці викладачі до приходу в ВШХГ мали свій досвід в роботі з викладання «естетичної гімнастики» Ф. Дельсарта, «ритмічної гімнастики» Ж. Далькроза, «танцювальної гімнастики» Ж. Демени і «вільного танцю» Айседори Дункан. Злиття воєдино всіх цих напрямів гімнастики сприяло появі цього витонченого виду спорту.
Перші змагання з художньої гімнастики, підготовлені силами викладачів та студентів Інституту фізичної культури імені П. Ф. Лесгафта, відбулися в березні 1939 року в Ленінграді.
У 1947 році відбулися перші всесоюзні командні змагання — I Всесоюзний конкурс з художньої гімнастики в Таллінні. У тому ж році Всесоюзним комітетом було затверджена перша типова навчальна програма для колективів фізкультури, розроблена «генеральним штабом» ленінградських фахівців.
І лише після війни вже в 1948 році пройшов перший чемпіонат Радянського Союзу. Першою переможницею всесоюзних змагань з художньої гімнастики в 1948 році в Тбілісі стала випускниця Інституту імені П. Ф. Лесгафта Аріадна Башніна (тренерка Є. Н. Горлова). Брали участь в конкурсі 130 гімнасток з 8 команд: Росії, України, Азербайджану, Латвії, Естонії, Грузії, Москви і Ленінграду.
Першою офіційною чемпіонкою СРСР в грудні 1949 року в Києві стала Любов Денисова (тренерка Ю. Шишкарьова). Чемпіонками СРСР були також ленінградки Валентина Сивохина (тренерка Ю. Шишкарьова), Зінаїда Третьякова (тренерка А. Башніна), Діна Кабакова (тренерка Т. Варакіна) і Рима Постнова (тренерка Є. Н. Горлова).
Перші міжнародні матчеві зустрічі були проведені Ленінградом, з командами Фінляндії та Швеції в 1947 році, регулярнішими вони стали з 1955 року з командами Бельгії, Югославії, ФРН, Франції, Чехословаччини і Болгарії. 1957 року на III Всесвітньому конгресі з питань фізичного виховання дівчат і жінок в Лондоні, Ю. Н. Шишкарева познайомила міжнародну громадськість з художньою гімнастикою.
У 1954 році з'являються перші майстри спорту — «художниці». Радянські майстри починають виїжджати за кордон з показовими виступами демонструють свою майстерність в Бельгії, Болгарії, Франції, ФРН, Чехословаччині, Югославії.
У 1958 році на конгресі Міжнародної федерації гімнастики (ФІЖ) в Москві був продемонстрований показовий урок і виступи кращих художніх гімнасток країни. 1959 року президент жіночого технічного комітету ФІЖ Берта Вілланше відвідала чемпіонат СРСР в Москві і побувала на навчальних заняттях в ряді секцій. 1961 року на Гімнастраде в Штутгарті була проведена демонстрація художньої гімнастики всім національним федераціям. В. Г. Бата, М. В. Лисициан, Т. Т. Варакина підготували до цього доповідь і показові виступи найсильніших гімнасток СРСР. Результатом стало рішення провести перші офіційні змагання з художньої гімнастики під егідою ФІЖ в 1963 році в Будапешті, за правилами прийнятими в СРСР, але тільки по довільній програмі.
У 1960 році в Софії проводиться перша офіційна міжнародна зустріч: Болгарія — СРСР — Чехословаччина. А через три роки 7-8 грудня 1963 року в Будапешті пройшов перший Чемпіонат світу. Спочатку змагання називалися Кубком Європи. Однак при підведенні підсумків техкома ФІЖ було виявлено, що серед учасниць були гімнастки не тільки з Європи, тому було вирішено вважати ці змагання I чемпіонатом світу, а його переможницю — москвичку Людмилу Савінкову — першою чемпіонкою світу з художньої гімнастики.
У 1967 році в світовій художній гімнастиці з'явився принципово новий командний вид — змагання з групових вправах. Перший чемпіонат світу з групових вправах відбувся в 1967 році в Копенгагені.
З 1978 року проводяться чемпіонати Європи. Тоді в Мадриді першою володаркою Європейської корони стала радянська гімнастка, росіянка Галіма Шугурова.
Поворотним для художньої гімнастики став 1980 рік. На Конгресі МОК після завершення XXII Олімпійських ігор в Москві було прийнято довгоочікуване рішення про включення художньої гімнастики в програму Олімпійських ігор. Величезна заслуга в прийнятті цього рішення належить Президенту Міжнародної Федерації гімнастики (ФІЖ) Юрію Євлампійовичу Тітову.
Справжній дебют художньої гімнастики в програмі Олімпійських ігор відбувся в 1988 році на XXIV Олімпійських іграх в Сеулі (Південна Корея), де до складу команди СРСР входили Марина Лобач та Олександра Тимошенко.

## Олімпійська історія

Олімпійська піктограма

Першою олімпійською чемпіонкою з художньої гімнастики стала канадка Лорі Фанг, вигравши багатоборство на Олімпійських іграх у 1984 у Лос-Анджелесі (радянські та болгарські гімнастки не брали участі в Іграх-1984).
У 1988 році олімпійською чемпіонкою стала радянська гімнастка Марина Лобач.
У 1992 — українка Олександра Тимошенко, у 1996 також українка Катерина Серебрянська, у 2000 — росіянка Юлія Барсукова, у 2004 росіянка Аліна Кабаєва, у 2008 — росіянка Євгенія Канаєва.
Починаючи з 1996 року, до програми Олімпійських ігор включені групові вправи.

## Оцінювання
Виступи оцінює шість бригади суддів:
- Складність(D) оцінює дві підгруппи суддів — D1 (2 судді, оцінюють техніку виконання) та D2 (2 судді, оцінюють техніку роботи з предметом). При підрахунку оцінки враховується середнє арифметичне бригад D1 та D2: (D1+D2)/2.
- Артистизм та хореографію (А) оцінюють 4 судді;
- Виконання (Е) оцінюють 4 судді. Вони знижують бали за помилки;
- На будь-яких змаганнях завжди працює суддя-координатор, який стежить за формальною стороною виступу (наприклад, кількість предметів на килимі, виходи за площу килима і т. д.).

Підсумкова оцінка розраховується за формулою: Оцінка = (D1+D2)/2+A+E
| |  |  |
| Пам'ятна монета "Художня гімнастика", присвячена проведенню у Сіднеї (Австралія) XXVII літніх Олімпійських ігор 2000 року. |  |  |

## Художня гімнастика в Україні
Першою чемпіонкою України у 1948 році стала Лідія Сільченко (Київ). 1949 року вона знову підтвердила своє звання. За нею спортивних висот сягли уславлена Олена Бірюк , Рита Кульпінська , Валентина  Волошина.  Українські гімнастки успішно боролися за призові місця з найсильнішими гімнастками союзних республік.
Українські гімнастки — одні з лідерів світової гімнастики.
Головними тренерами збірною протягом багатьох років є Ірина та Альбіна Дерюгіни.
Вони заснували всесвітньо відому «Школу Дерюгіних», відому титулованими ученицями, серед них Ганна Безсонова (багаторазова чемпіонка світу, дворазова бронзова призерка Олімпійських ігор).
Україна має двох олімпійських чемпіонок — Катерину Серебрянську та Олександру Тимошенко, бронзових призерок Ганну Безсонову (двічі), Олену Вітриченко,Оксану Скалдіну та Ганну Різатдінову.
Чемпіонкою світу як в особистій першості (2001), так в і груповій першості (2002) була Наталія Годунко. Чемпіонкою світу 2001 року в індивідуальному баготоборстві стала Тамара Єрофеєва.
Першим номером збірної України у 2010—2013 рр. була Аліна Максименко, багаторазова призерка чемпіонатів Європи та світу.
Щорічно в Києві проходять міжнародні змагання — Кубок Дерюгіної.